# ميلوفان أوبرادوفيتش
ميلوفان أوبرادوفيتش (بالسيريلية الصربية: Милован Обрадовић) هو لاعب كرة قدم صربي في مركز الدفاع، ولد في 4 مايو 1956 في بلاتسي في صربيا. شارك مع منتخب يوغوسلافيا لكرة القدم. أما مع النوادي، فقد لعب مع رادنيتشكي نيش ونادي فويفودينا.

## وصلات خارجية
- ميلوفان أوبرادوفيتش على موقع قاعدة بيانات كرة القدم.إي يو (الإنجليزية)
- ميلوفان أوبرادوفيتش على موقع ناشيونال فوتبول تيمز (الإنجليزية)
- ميلوفان أوبرادوفيتش على موقع عالم كرة القدم.نت (الإنجليزية)